# Stójka (kolarstwo)

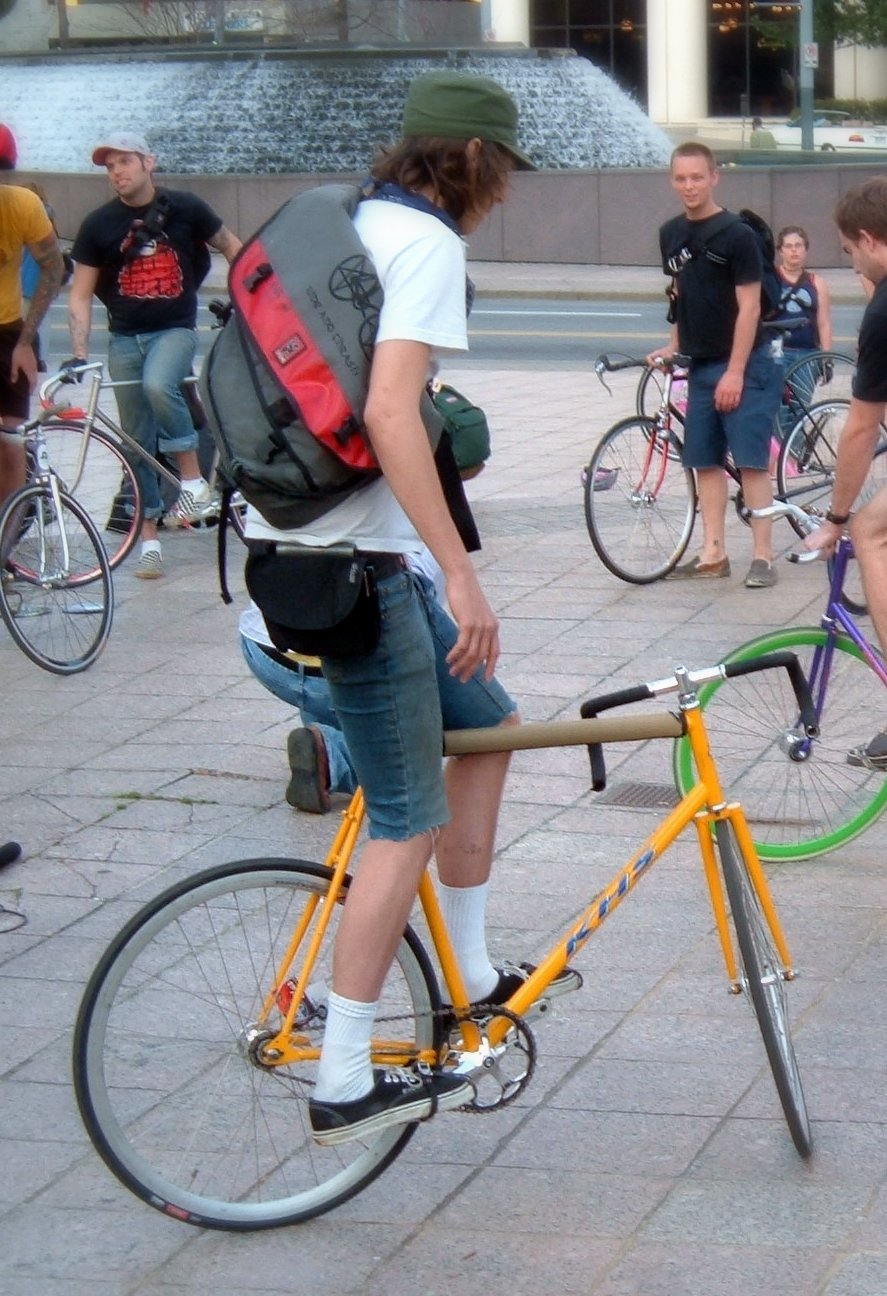
Rowerzysta w Atlancie wykonujący stójkę bez opierania się rękoma na kierownicy.

Stójka w kolarstwie to umiejętność stania na rowerze w miejscu bez podpierania się o podłoże lub inne przedmioty. Początkowo była wykonywana przez kolarzy torowych i sprinterów w celu szybszego startu. Stójka jest wykorzystywana do stania na czerwonym świetle w ruchu ulicznym, BMX-owcy i trialowcy używają stójki w trickach.

## Jak robi się stójkę?
Zazwyczaj stójkę robi się ustawiając korby poziomo, stawiając „lepszą” nogę na pedale, który jest bliżej przedniego koła. Następnie rowerzysta skręca kierownicę w stronę wysuniętej nogi i balansując ciałem próbuje ustać w miejscu, poruszając korbami w niewielkim zakresie.